# Gary Lucchesi
Gary Lucchesi (* 4. Januar 1955 in San Francisco) ist ein US-amerikanischer Filmproduzent.

## Leben
Lucchesi begann seine Karriere bei der US-amerikanischen Künstleragentur William Morris Agency. Er ist Präsident von Lakeshore Entertainment und Vice Präsident von Motion Pictures für die Producers Guild of America.
Seine erste eigene Filmproduktion war der Kriminalfilm Jennifer 8 aus dem Jahr 1992. Seither folgten mehr als 50 weitere Produktionen.
Für den Fernsehfilm Der Untergang der Cosa Nostra, an dem er als Ausführender Produzent beteiligt war, erhielt er 1997 eine Nominierung für den Emmy. Der Film Dead Girl brachte ihm und dem übrigen Produzenstab eine Independent-Spirit-Award-Nominierung ein.

## Filmografie (Auswahl)
- 1992: Jennifer 8 (Jennifer Eight)
- 1995: Virtuosity
- 1995: Three Wishes
- 1996: Zwielicht (Primal Fear)
- 1999: Ticket to Love (Just the Ticket)
- 2000: Es begann im September (Autumn in New York)
- 2000: The Gift – Die dunkle Gabe (The Gift)
- 2002: Die Mothman Prophezeiungen (The Mothman Prophecies)
- 2003: Der menschliche Makel (The Human Stain)
- 2003: Underworld
- 2004: Sehnsüchtig (Wecker Park)
- 2005: The Cave
- 2005: Der Exorzismus von Emily Rose (The Exorcism of Emily Rose)
- 2005: Æon Flux
- 2006: Underworld: Evolution
- 2006: Dead Girl (The Dead Girl)
- 2006: Crank
- 2006: Der Pakt (The Covenant)
- 2006: Der letzte Kuss (The Last Kiss)
- 2007: Blood and Chocolate
- 2007: Zauber der Liebe (Feast of Love)
- 2008: Henry Poole – Vom Glück verfolgt (Henry Poole Is Here)
- 2008: Untraceable
- 2008: Elegy oder die Kunst zu lieben (Elegy)
- 2008: Pathology – Jeder hat ein Geheimnis (Pathology)
- 2008: The Midnight Meat Train
- 2009: Underworld – Aufstand der Lykaner (Underworld: Rise of the Lycans)
- 2009: Crank 2: High Voltage (Crank: High Voltage)
- 2009: Die nackte Wahrheit (The Ugly Truth)
- 2009: Gamer
- 2009: Fame
- 2011: Der Mandant (The Lincoln Lawyer)
- 2012: Underworld: Awakening
- 2012: Einmal ist keinmal (One for the Money)
- 2012: Gone
- 2012: Stand Up Guys
- 2014: I, Frankenstein
- 2015: Mädelsabend – Nüchtern zu schüchtern! (Walk of Shame)
- 2015: Für immer Adaline (The Age of Adaline)
- 2015: The Vatican Tapes
- 2016: The Boy
- 2016: Amerikanisches Idyll (American Pastoral)
- 2016: Underworld: Blood Wars
- 2018: A.X.L.
- 2018: Peppermint: Angel of Vengeance (Peppermint)
- 2019: The Wedding Year
- 2020: Brahms: The Boy II
- 2023: 57 Seconds
- 2023: Refuge
- 2024: In Our Blood